# Saône-et-Loire
Saone-et-Loire je departement ve východní Francii, v regionu Burgundsko-Franche-Comté. Název dostal podle dvou řek, které tudy protékají, z nichž Saôna teče na jih a Loira na severozápad. Hlavní město je Mâcon.

## Historie
Departement Saone-et-Loire vznikl – stejně jako většina ostatních – za Velké francouzské revoluce, roku 1790, a to z jižní části historické oblasti Bourgogne (Burgundsko). Tato spíše hornatá část byla osídlena poměrně pozdě, jen v Autun, v Mâconu a v Tournus na řece Saone byly římské osady. Změna nastala, když zde vévoda Vilém I. Akvitánský daroval rozsáhlé pozemky, na nichž byl roku 910 založen benediktinský klášter Cluny. Klášter i území byly vyňaty ze světské pravomoci a Cluny se stalo kolébkou velkého reformního hnutí, jež poznamenalo celou západní Evropu. V 11. století byl opat v Cluny významnější postavou než papež.

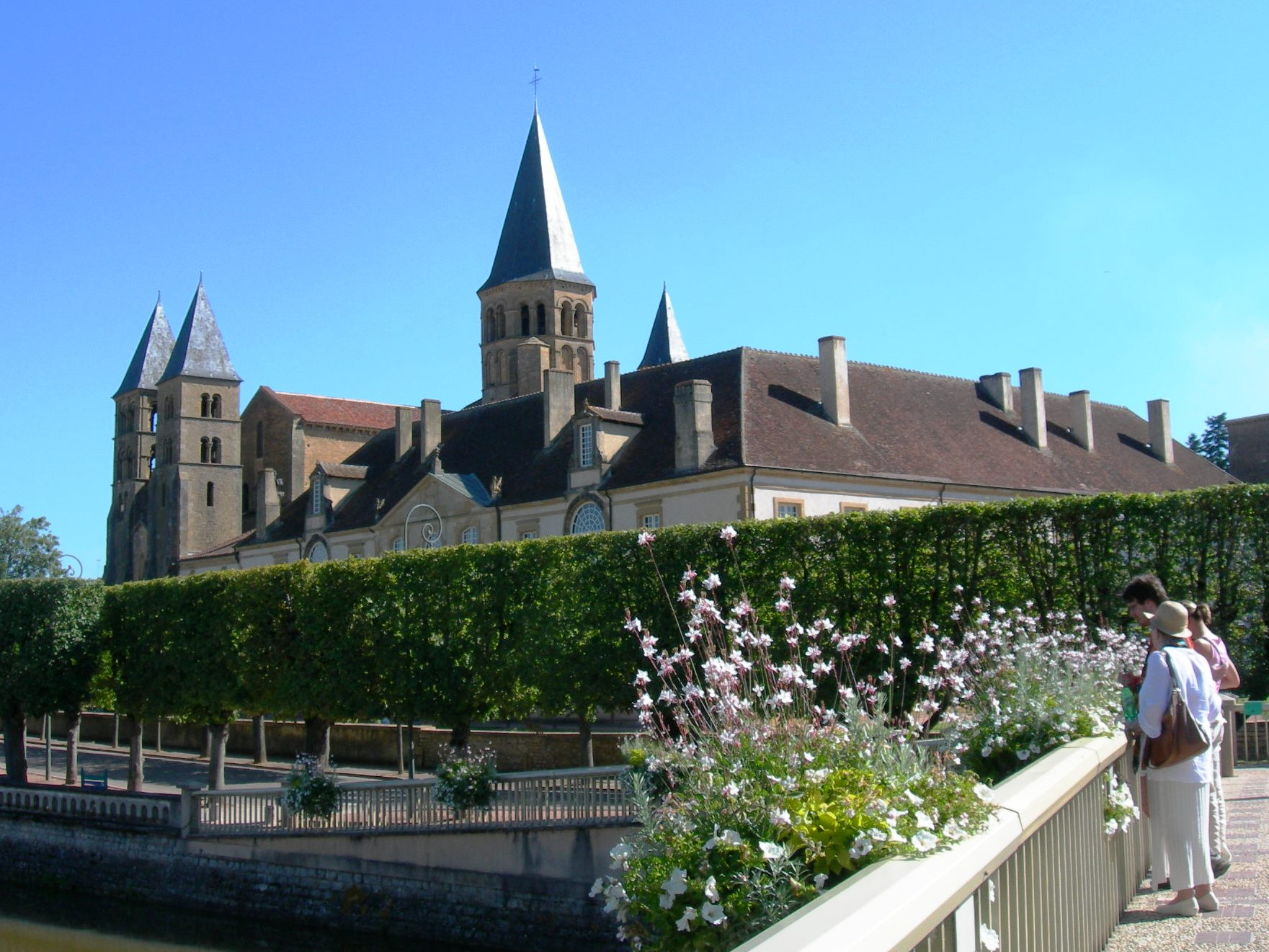
Paray-le-Monial

Z této doby se zde zachovalo velké množství památek, zejména románského slohu. K nejvýznamnějším patří:
- Cluny (opatství)
- Tournus
- Paray-le Monial
- Semur-en-Brionnais
- Chalon-sur-Saône
- Chapaize

nebo gotické katedrála v Autun.
V souvislosti s Cluny byly postupně kolonizovány i další oblasti, z nichž má dnes hospodářský význam hlavně vinařská oblast Beujolais, chov dobytka v Charollais a oblast sídla prefektury, města Macon.

## Geografie
Rozlohou 8 575 km² patří departement Saone-et-Loire mezi nejrozsáhlejší, je však velmi členitý. Na jihu dosahují hory v okolí Beaujeu do výšky 1000 m, s vinicemi až do výšky 800 m, kdežto severní a východní část departementu je spíše pahorkatina. V oblasti okolo Charolles se pěstuje hovězí dobytek a významnou součástí obživy obyvatel je i turistika. Zatímco západní části departementu jsou čistě zemědělské a poměrně málo osídlené, střední část mezi Macon, Tournus a Chalon-sur-Saone se rychle rozvíjí. Le Creusot, kolébka zbrojařského koncernu Schneider et Cie, jemuž kdysi patřila i plzeňská Škodovka, je důležité centrum průmyslu.
Údolím řeky Saone vede dálnice A6 a rychlodráha (TGV), spojující Paříž s Lyonem a Marseille, resp. se švýcarskou Basilejí. Území departementu protíná starý plavební kanál (Canal du centre), který spojuje řeky Saônu a Loiru. Také sousedství průmyslového Lyonu má na jižní část departementu příznivý vliv.

## Nejvýznamnější města

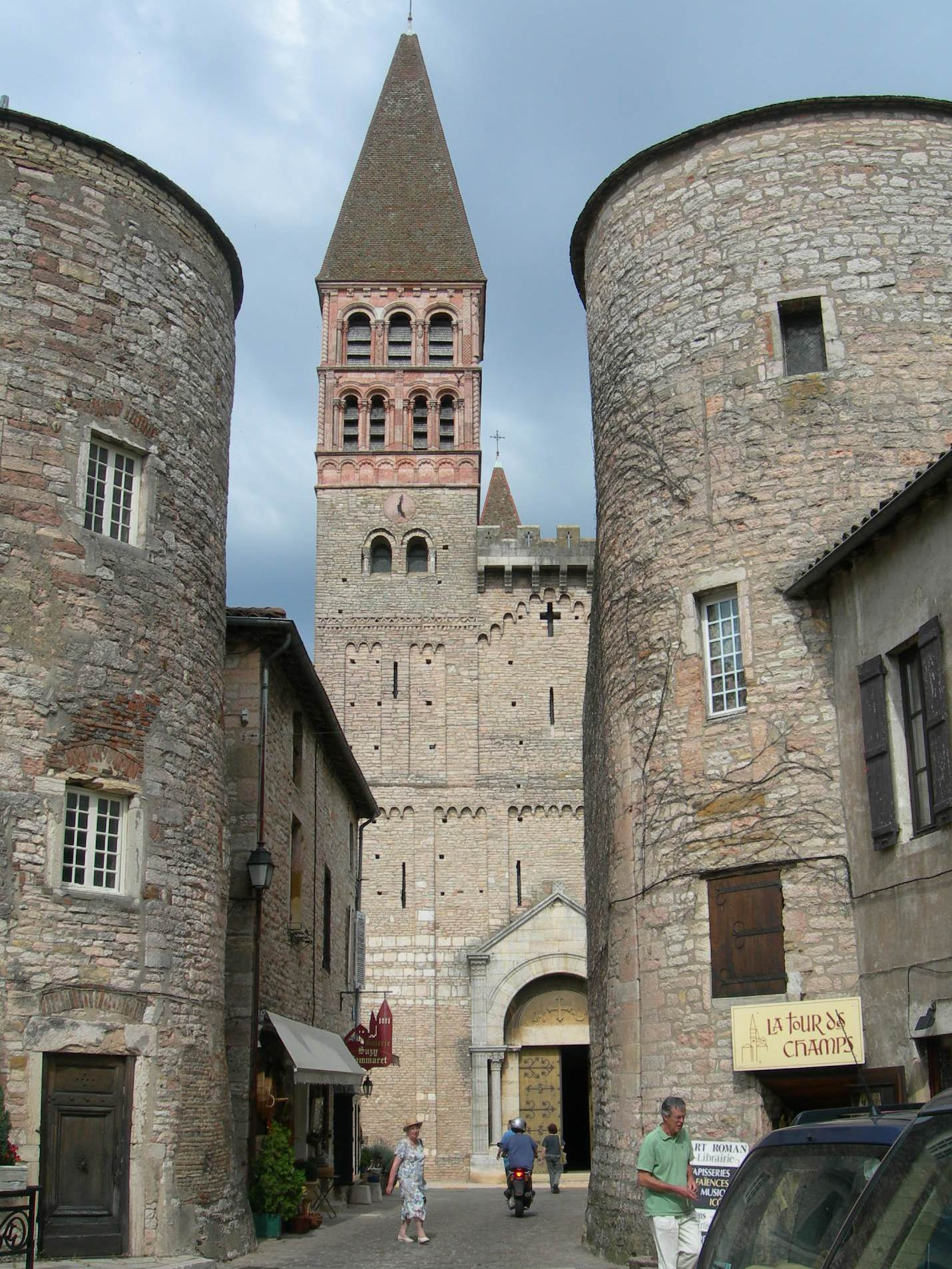
Tournus, vstupní věže

- Chalon-sur-Saône 50 100
- Mâcon 36 000
- Le Creusot 26 300
- Autun 16 400
- Paray-le-Monial 9 200
- Louhans 6 500
- Tournus 6 100